# 통일로

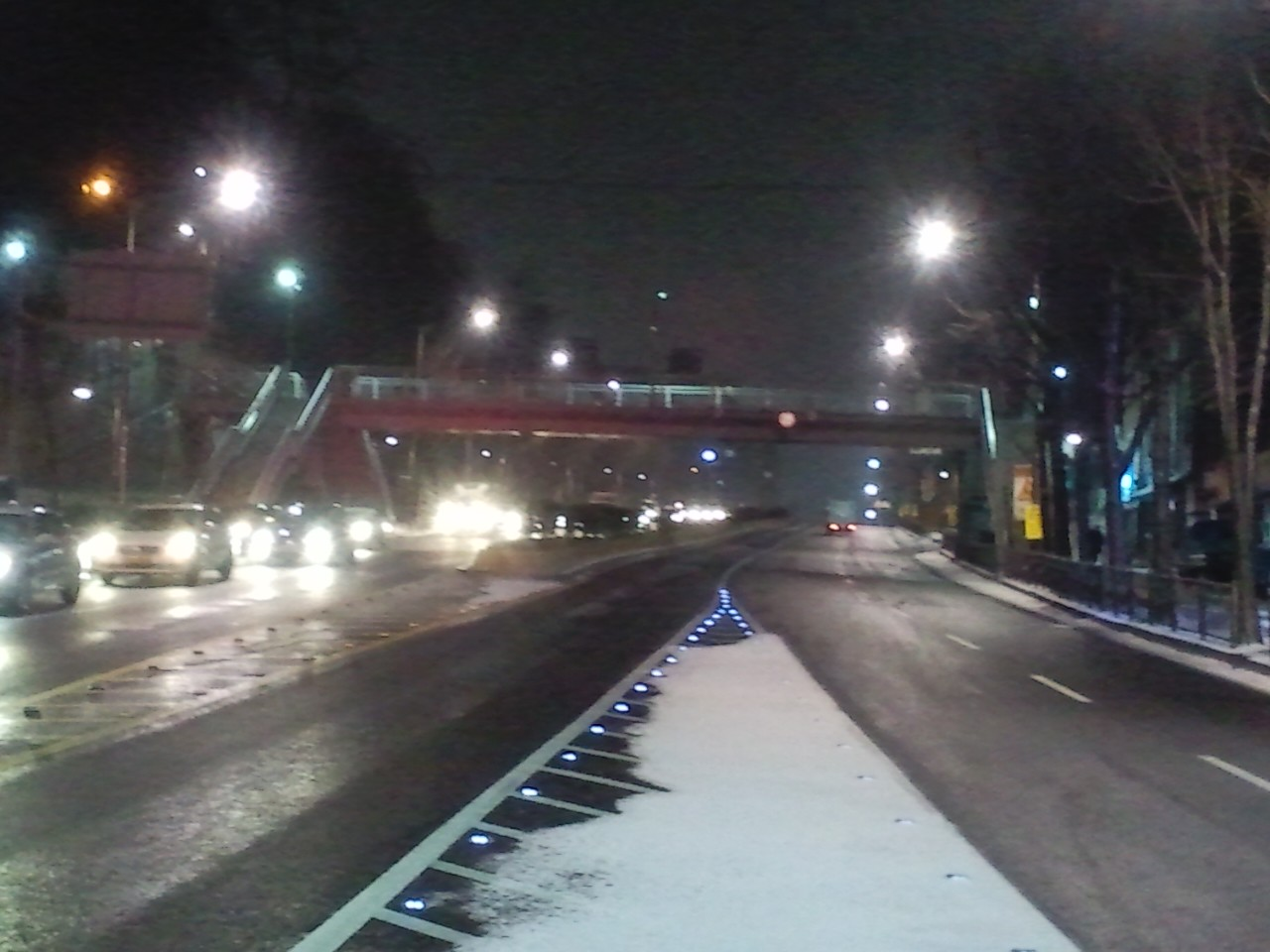
무악재에서 찍은 통일로 서울역 방향.

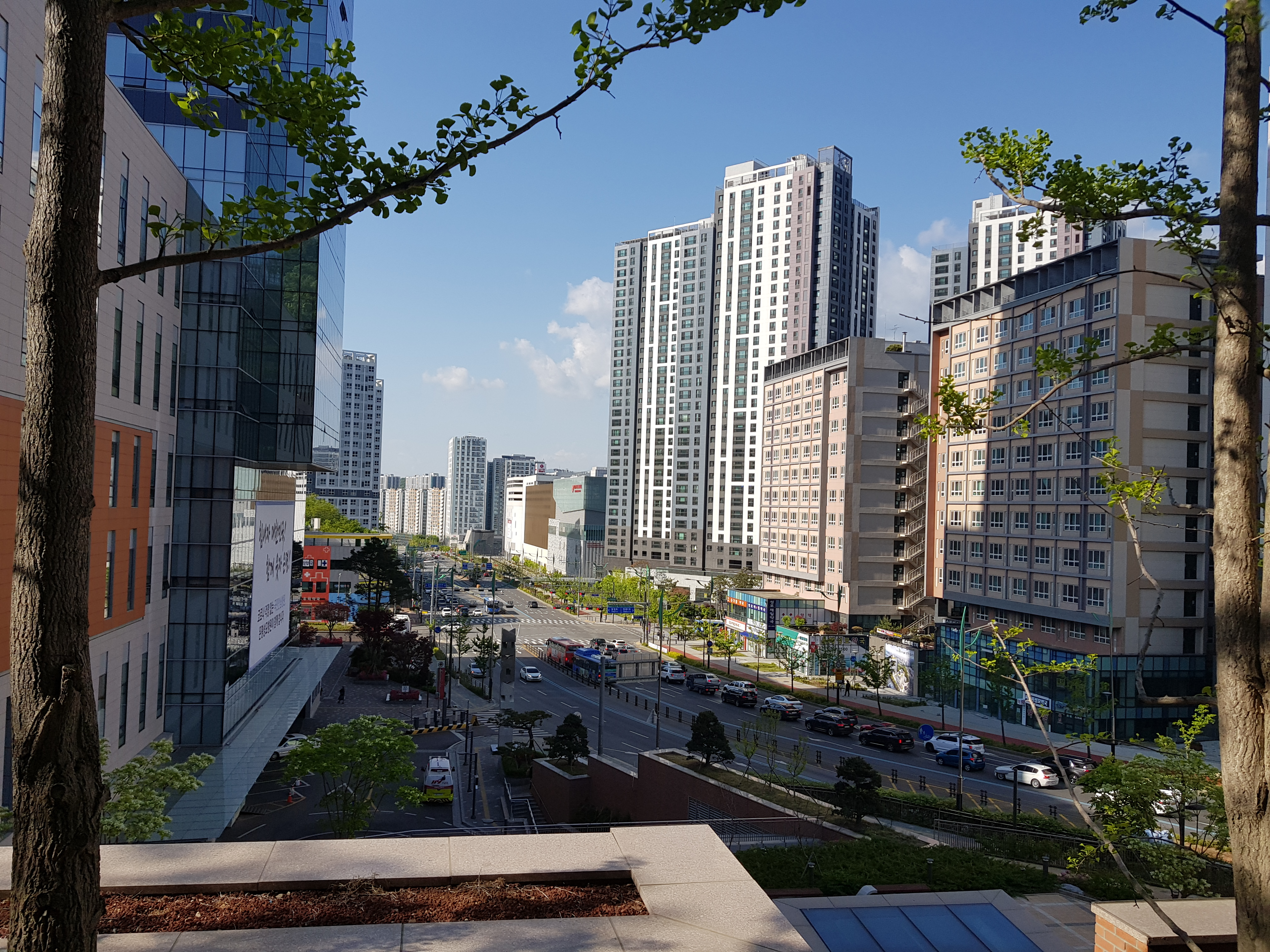
구파발역 인근 통일로 파주 방향.

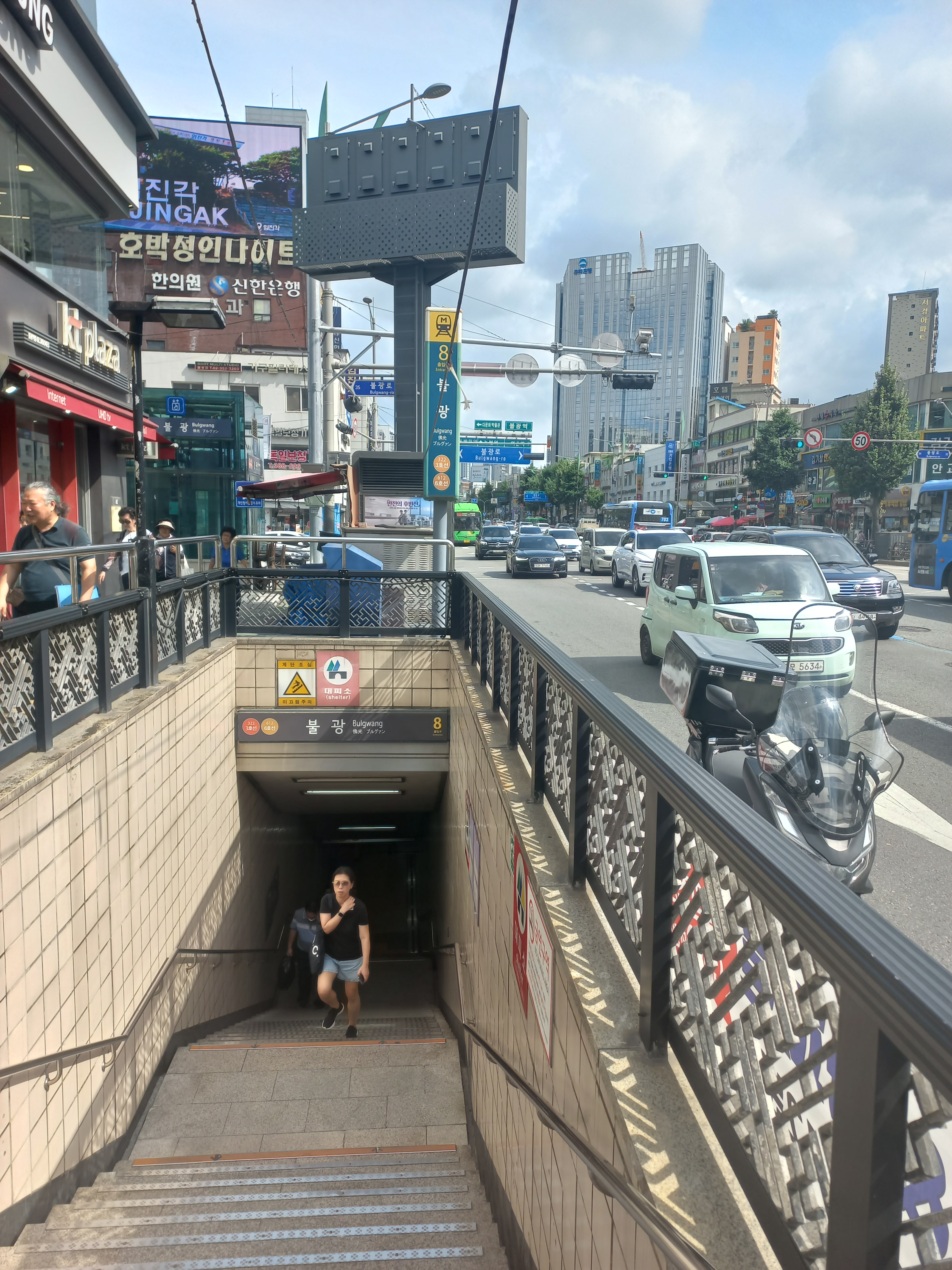
불광역 8번 출구, 파주방향

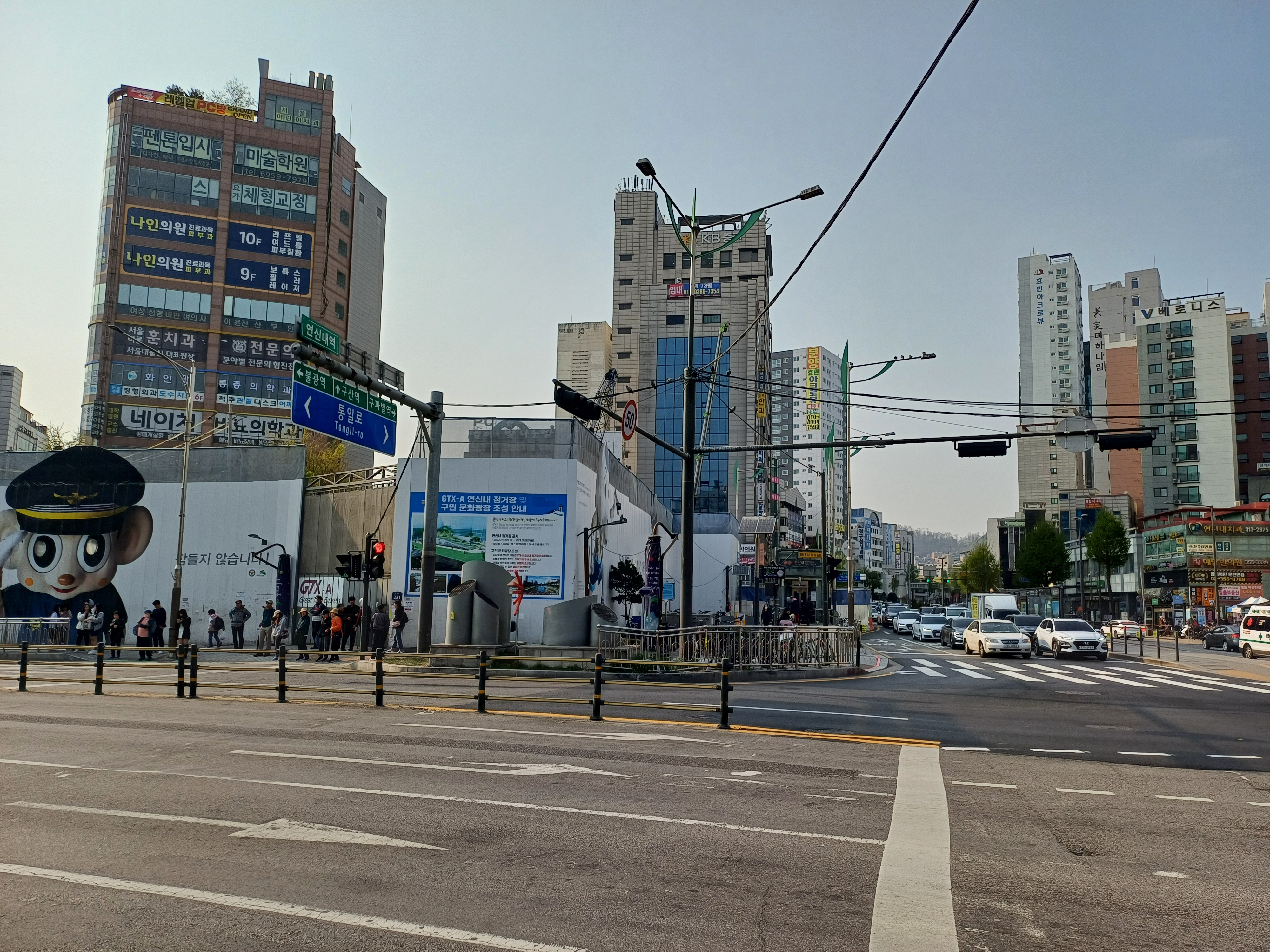
연신내역 통일로 파주 방향.

통일로(統一路, Tongil-ro)는 대한민국 서울특별시 중구 봉래동2가 122-17 (서울역)에서 경기도 파주시 진서면 어룡리 626 (판문점)을 잇는 도로로 총 연장은 57.569 km이다. 원래는 경기도 파주시 문산읍 마정리 임진각까지였으나, 통일대교의 개통으로 진서면 어룡리까지 연장되었다. 단, 통일대교 이후부터는 민간인출입통제구역 내에 있어 민간인이 도로를 자유롭게 이용할 수 없다.
서울역에서 통일로 나들목까지는 왕복 6차선 도로(버스 전용차로 포함)이지만, 통일로 나들목부터 임진각까지는 왕복 4차선 도로이다. 또한 서울역 ~ 연신내역 사거리 까지의 구간은 서울특별시도 제21호선에 속하고, 연신내역 사거리 ~ 임진각 구간은 국도 제1호선에 속한다.

## 역사
- 1966년 11월 26일: ‘서울역(중구 동자동 43-1)~서대문로타리~갈현동(서대문구 갈현동 1)’ 구간을 의주로(義州路)로 지정[3]
- 1972년 3월: 서울특별시 은평구 진관동 한양주택 시계에서 경기도 파주시 문산읍 마정리 임진각 구간 (총 연장 35.2 km)을 통일로로 명명
- 1979년 1월: 의주로의 구간을 서울역에서 은평구 진관동 한양주택 시계까지로 정함 (총 길이 12.5 km)
- 1984년 11월: 의주로의 종점을 은평구 진관동 한양주택 시계에서 홍은사거리로 단축[4]
- 1984년 11월: 통일로의 시작점을 홍은사거리로 연장
- 1998년 6월 15일 통일대교 개통으로 마정리 임진각 구간은 임진각로로 분리됨
- 2008년 11월 1일: 서울특별시의 은평뉴타운 계획에 따라 기존 박석고개 - 구파발삼거리(구파발역) - 서울시계 구간을 박석고개 - 구파발사거리 - 서울시계 구간으로 이설
- 2009년 7월 10일: 2개 이상 시·도에 걸쳐 있는 도로로 통일로를 고시[5]
- 2010년 5월 19일: 통일로와 의주로가 통합되었다.
- 2010년 12월 4일:  은평뉴타운 ~ 녹번역 중앙버스전용차로 개통
- 2011년 12월 28일: 녹번역 ~ 서울역 중앙버스전용차로 개통
- 2012년 2월 20일: 홍제고가차도 철거
- 2019년 11월: 삼송역사거리 ~ 신원동(숫돌고개 구간)간 왕복 6차선으로 확장 개통

## 기념비
구파발역에서 고양시 방향으로 가는 진관동 행정복지센터 입구(은평구민암벽등반장 옆)에는 '통일로' 기념비가 있다.

## 경유지
서울특별시
- 중구 (남대문로5가 · 봉래동1가 · 순화동 · 의주로2가 · 의주로1가) - 종로구 (교남동 · 교북동 · 무악동)- 서대문구 (미근동 · 충정로2가 · 현저동 · 홍제동)- 은평구 (응암동 · 녹번동 · 불광동 · 대조동 · 갈현동 · 불광동 · 진관동)

경기도
- 고양시 덕양구 (동산동 · 삼송동 · 지축동 · 삼송동 · 오금동 · 신원동 · 대자동 · 관산동 · 내유동) - 파주시 (조리읍 · 아동동 · 월롱면 · 파주읍 · 문산읍 · 진서면)

## 노선
- 빨간색(■): 서울특별시도 제21호선 구간
- 노란색(■): 국도 제1호선 구간
- 초록색(■): 국도 제1호선 및 지방도 제360호선 구간
- 하늘색(■): 국도 제1호선 및 파주시도 제29호선 구간
- 파란색(■): 국도 제1호선 및 민간인 출입 통제 구간

| 교차로 · 교량 · 터널                  | 접속 노선                             | 소재지                                | 소재지                                | 소재지                                | 소재지                                | 소재지                                | 비고                                  |
| 서울특별시도 제21호선 한강대로와 직결 | 서울특별시도 제21호선 한강대로와 직결 | 서울특별시도 제21호선 한강대로와 직결 | 서울특별시도 제21호선 한강대로와 직결 | 서울특별시도 제21호선 한강대로와 직결 | 서울특별시도 제21호선 한강대로와 직결 | 서울특별시도 제21호선 한강대로와 직결 | 서울특별시도 제21호선 한강대로와 직결 |
| ------------------------------------- | ------------------------------------- | ------------------------------------- | ------------------------------------- | ------------------------------------- | ------------------------------------- | ------------------------------------- | ------------------------------------- |
| 서울역                                | 세종대로                              | 서울특별시                            | 중구                                  | 회현동                                | 용산구                                | 남영동                                |                                       |
| 서울역                                | 한강대로                              | 서울특별시                            | 중구                                  | 회현동                                | 용산구                                | 남영동                                |                                       |
| 서울역                                | 퇴계로                                | 서울특별시                            | 중구                                  | 회현동                                | 용산구                                | 남영동                                |                                       |
| 서울역                                | 후암로                                | 서울특별시                            | 중구                                  | 회현동                                | 용산구                                | 남영동                                |                                       |
| 서울역                                | 후암로60길                            | 서울특별시                            | 중구                                  | 회현동                                | 용산구                                | 남영동                                |                                       |
| 염천교                                | 칠패로                                | 서울특별시                            | 중구                                  | 회현동                                | 중림동                                | 소공동                                | 의주로지하차도                        |
| 경찰청앞                              | 서소문로                              | 서울특별시                            | 중구                                  | 소공동                                | 서대문구                              | 충현동                                |                                       |
| 서대문역                              | 새문안로                              | 서울특별시                            | 중구                                  | 소공동                                | 서대문구                              | 충현동                                |                                       |
| 서대문역                              | 충정로                                | 서울특별시                            | 종로구                                | 교남동                                | 서대문구                              | 충현동                                |                                       |
|                                       | 경교장길                              | 서울특별시                            | 종로구                                | 교남동                                | 서대문구                              | 천연동                                | 교차로 이름 없음                      |
| 독립문역                              | 사직로                                | 서울특별시                            | 종로구                                | 교남동                                | 서대문구                              | 천연동                                |                                       |
|                                       | 통일로14길                            | 서울특별시                            | 종로구                                | 무악동                                | 서대문구                              | 천연동                                | 교차로 이름 없음                      |
| 독립공원                              | 통일로18길                            | 서울특별시                            | 종로구                                | 종로구                                | 무악동                                | 무악동                                |                                       |
|                                       | 통일로25길                            | 서울특별시                            | 서대문구                              | 서대문구                              | 홍제제1동                             | 홍제제2동                             | 교차로 이름 없음                      |
|                                       | 통일로32길                            | 서울특별시                            | 서대문구                              | 서대문구                              | 홍제제1동                             | 홍제제2동                             | 교차로 이름 없음                      |
| 인왕아파트                            | 통일로34길                            | 서울특별시                            | 서대문구                              | 서대문구                              | 홍제제1동                             | 홍제제2동                             |                                       |
| 홍제삼거리                            | 모래내로                              | 서울특별시                            | 서대문구                              | 서대문구                              | 홍제제1동                             | 홍제제2동                             |                                       |
|                                       | 홍제원길                              | 서울특별시                            | 서대문구                              | 서대문구                              | 홍제제1동                             | 홍제제2동                             | 교차로 이름 없음                      |
|                                       | 세무서길                              | 서울특별시                            | 서대문구                              | 서대문구                              | 홍제제1동                             | 홍제제2동                             | 교차로 이름 없음                      |
| 홍제제3동                             |                                       | 서울특별시                            | 서대문구                              | 서대문구                              | 홍제제1동                             |                                       | 교차로 이름 없음                      |
|                                       | 인왕시장길                            | 서울특별시                            | 서대문구                              | 서대문구                              | 홍제제1동                             |                                       | 교차로 이름 없음                      |
| 홍은제1동                             |                                       | 서울특별시                            | 서대문구                              | 서대문구                              | 홍제제1동                             |                                       | 교차로 이름 없음                      |
| 홍은사거리                            | 세검정로                              | 서울특별시                            | 서대문구                              | 서대문구                              | 홍제제1동                             |                                       |                                       |
| 홍은사거리                            | 연희로                                | 서울특별시                            | 서대문구                              | 서대문구                              | 홍제제1동                             |                                       |                                       |
| 홍은사거리                            | 홍은제2동                             | 서울특별시                            | 서대문구                              | 서대문구                              |                                       |                                       |                                       |
| 홍은사거리                            | 홍제내길                              | 서울특별시                            | 서대문구                              | 서대문구                              |                                       |                                       |                                       |
| 녹번역                                | 은평로                                | 서울특별시                            | 은평구                                | 은평구                                | 응암제1동                             | 녹번동                                |                                       |
|                                       | 통일로62길                            | 서울특별시                            | 은평구                                | 은평구                                | 녹번동                                | 녹번동                                | 교차로 이름 없음                      |
|                                       | 녹번로                                | 서울특별시                            | 은평구                                | 은평구                                | 녹번동                                | 녹번동                                | 교차로 이름 없음                      |
| (구 질병관리본부)                     | 진흥로                                | 서울특별시                            | 은평구                                | 은평구                                | 녹번동                                | 녹번동                                |                                       |
| (구 질병관리본부)                     | 진흥로                                | 서울특별시                            | 은평구                                | 은평구                                | 대조동                                | 불광제1동                             |                                       |
| 불광역                                | 불광로                                | 서울특별시                            | 은평구                                | 은평구                                | 대조동                                | 불광제1동                             |                                       |
| 동명여고                              | 역말로                                | 서울특별시                            | 은평구                                | 은평구                                | 대조동                                | 불광제1동                             |                                       |
| 동명여고                              | 통일로71길                            | 서울특별시                            | 은평구                                | 은평구                                | 대조동                                | 불광제1동                             |                                       |
|                                       | 통일로72길                            | 서울특별시                            | 은평구                                | 은평구                                | 대조동                                | 불광제1동                             | 교차로 이름 없음                      |
| 통일로73길                            |                                       | 서울특별시                            | 은평구                                | 은평구                                | 대조동                                | 불광제1동                             | 교차로 이름 없음                      |
|                                       | 통일로77길                            | 서울특별시                            | 은평구                                | 은평구                                | 대조동                                | 불광제1동                             | 교차로 이름 없음                      |
| 통일로78길                            |                                       | 서울특별시                            | 은평구                                | 은평구                                | 대조동                                | 불광제1동                             | 교차로 이름 없음                      |
| 연신내역                              | 연서로                                | 서울특별시                            | 은평구                                | 은평구                                | 대조동                                | 불광제1동                             |                                       |
| 연신내역                              | 연서로                                | 서울특별시                            | 은평구                                | 은평구                                | 갈현제1동                             | 불광제2동                             |                                       |
|                                       | 통일로83길                            | 서울특별시                            | 은평구                                | 은평구                                | 갈현제1동                             | 불광제2동                             | 교차로 이름 없음                      |
|                                       | 통일로87길                            | 서울특별시                            | 은평구                                | 은평구                                | 갈현제1동                             | 불광제2동                             | 교차로 이름 없음                      |
|                                       | 통일로92길                            | 서울특별시                            | 은평구                                | 은평구                                | 갈현제1동                             | 불광제2동                             | 교차로 이름 없음                      |
| 박석고개                              | 갈현로                                | 서울특별시                            | 은평구                                | 은평구                                | 갈현제1동                             | 불광제2동                             |                                       |
| 박석고개                              | 진관1로                               | 서울특별시                            | 은평구                                | 은평구                                | 진관동                                | 진관동                                |                                       |
|                                       | 진관2로                               | 서울특별시                            | 은평구                                | 은평구                                | 진관동                                | 진관동                                | 교차로 이름 없음                      |
| 구파발사거리                          | 진관3로                               | 서울특별시                            | 은평구                                | 은평구                                | 진관동                                | 진관동                                |                                       |
|                                       | 북한산로                              | 서울특별시                            | 은평구                                | 은평구                                | 진관동                                | 진관동                                | 교차로 이름 없음                      |
| 동산삼거리                            | 고양대로 동축로                       | 경기도                                | 고양시                                | 덕양구                                | 창릉동                                | 창릉동                                | 동산육교                              |
| 덕수교 (창릉천)                       |                                       | 경기도                                | 고양시                                | 덕양구                                | 창릉동                                | 창릉동                                |                                       |
| 삼송1동                               |                                       | 경기도                                | 고양시                                | 덕양구                                |                                       |                                       |                                       |
| 지축차량기지앞                        | 삼송로                                | 경기도                                | 고양시                                | 덕양구                                |                                       |                                       |                                       |
| 공무원주택앞                          | 통일로214번길                         | 경기도                                | 고양시                                | 덕양구                                |                                       |                                       |                                       |
| 삼송초등학교앞                        | 오금3로                               | 경기도                                | 고양시                                | 덕양구                                |                                       |                                       |                                       |
| 삼송초등학교앞                        | 삼송로205번길                         | 경기도                                | 고양시                                | 덕양구                                |                                       |                                       |                                       |
| 삼송주택앞                            | 통일로240번길                         | 경기도                                | 고양시                                | 덕양구                                |                                       |                                       |                                       |
|                                       | 오금로                                | 경기도                                | 고양시                                | 덕양구                                |                                       |                                       |                                       |
| 신원1로                               | 원신동                                | 원신동                                | 고양시                                | 덕양구                                |                                       |                                       |                                       |
|                                       | 원신동                                | 원신동                                | 고양시                                | 덕양구                                | 권율대로                              | 교차로 이름 없음 신원지하차도         |                                       |
| 오금2로                               | 원신동                                | 원신동                                | 고양시                                | 덕양구                                |                                       | 교차로 이름 없음 신원지하차도         |                                       |
|                                       | 원신동                                | 원신동                                | 고양시                                | 덕양구                                | 신원2로                               |                                       |                                       |
| 벽제교 (공릉천)                       | 원신동                                | 원신동                                | 고양시                                | 덕양구                                |                                       |                                       |                                       |
| 고양동                                |                                       |                                       | 고양시                                | 덕양구                                |                                       |                                       |                                       |
| 벽제지하차도 (수도권제1순환고속도로)  |                                       | 지하차도                              | 고양시                                | 덕양구                                |                                       |                                       |                                       |
| 장재장삼거리                          | 통일로493번길                         |                                       | 고양시                                | 덕양구                                |                                       |                                       |                                       |
| 대자삼거리                            | 호국로                                |                                       | 고양시                                | 덕양구                                |                                       |                                       |                                       |
| 제1대자교 (벽제천)                    |                                       |                                       | 고양시                                | 덕양구                                |                                       |                                       |                                       |
|                                       | 통일로554번길                         | 교차로 이름 없음                      | 고양시                                | 덕양구                                |                                       |                                       |                                       |
| 필리핀참전비앞                        | 대양로                                | 관산동                                | 관산동                                | 덕양구                                |                                       |                                       |                                       |
|                                       | 통일로726번길                         | 관산동                                | 관산동                                | 덕양구                                | 교차로 이름 없음                      |                                       |                                       |
|                                       | 통일로737번길                         | 관산동                                | 관산동                                | 덕양구                                | 교차로 이름 없음                      |                                       |                                       |
|                                       | 통일로754번길                         | 관산동                                | 관산동                                | 덕양구                                | 교차로 이름 없음                      |                                       |                                       |
|                                       | 통일로768번길                         | 관산동                                | 관산동                                | 덕양구                                | 교차로 이름 없음                      |                                       |                                       |
|                                       | 통일로794번길                         | 관산동                                | 관산동                                | 덕양구                                | 교차로 이름 없음                      |                                       |                                       |
|                                       | 통일로802번길                         | 관산동                                | 관산동                                | 덕양구                                | 교차로 이름 없음                      |                                       |                                       |
| 관산삼거리                            | 성현로                                | 관산동                                | 관산동                                | 덕양구                                |                                       |                                       |                                       |
| 관산 교차로                           | 새빛로                                | 관산동                                | 관산동                                | 덕양구                                |                                       |                                       |                                       |
|                                       | 통일로966번길                         | 관산동                                | 관산동                                | 덕양구                                | 교차로 이름 없음                      |                                       |                                       |
| 두포교 (두포천)                       |                                       | 관산동                                | 관산동                                | 덕양구                                |                                       |                                       |                                       |
| 가장동삼거리                          | 동헌로                                | 관산동                                | 관산동                                | 덕양구                                |                                       |                                       |                                       |
| 가장동삼거리                          | 동헌로1번길                           | 관산동                                | 관산동                                | 덕양구                                |                                       |                                       |                                       |
| 가장동삼거리                          | 동헌로3번길                           | 관산동                                | 관산동                                | 덕양구                                |                                       |                                       |                                       |
|                                       | 통일로1018번길                        | 관산동                                | 관산동                                | 덕양구                                | 교차로 이름 없음                      |                                       |                                       |
| 관산교 (고곡천)                       |                                       | 관산동                                | 관산동                                | 덕양구                                |                                       |                                       |                                       |
| 고골교차로                            | 고골길                                | 관산동                                | 관산동                                | 덕양구                                |                                       |                                       |                                       |
|                                       | 통일로1102번길                        | 관산동                                | 관산동                                | 덕양구                                | 교차로 이름 없음                      |                                       |                                       |
|                                       | 통일로1108번길                        | 관산동                                | 관산동                                | 덕양구                                | 교차로 이름 없음                      |                                       |                                       |
| 내유초등학교앞                        | 통일로1108번길                        | 관산동                                | 관산동                                | 덕양구                                |                                       |                                       |                                       |
|                                       | 내유길                                | 관산동                                | 관산동                                | 덕양구                                | 교차로 이름 없음                      |                                       |                                       |
| 통일로1031번길                        |                                       | 관산동                                | 관산동                                | 덕양구                                | 교차로 이름 없음                      |                                       |                                       |
| 제1내유교 (내유천)                    |                                       | 관산동                                | 관산동                                | 덕양구                                |                                       |                                       |                                       |
|                                       | 통일로1214번길                        | 관산동                                | 관산동                                | 덕양구                                | 교차로 이름 없음                      |                                       |                                       |
| 내유2교 (놀미천)                      |                                       | 관산동                                | 관산동                                | 덕양구                                |                                       |                                       |                                       |
|                                       | 유산길                                | 관산동                                | 관산동                                | 덕양구                                | 교차로 이름 없음                      |                                       |                                       |
| 통일로1267번길                        |                                       | 관산동                                | 관산동                                | 덕양구                                | 교차로 이름 없음                      |                                       |                                       |
| 장곡검문소                            | 명봉산로                              | 관산동                                | 관산동                                | 덕양구                                |                                       |                                       |                                       |
| 장곡검문소                            | 명봉산로                              | 파주시                                | 파주시                                | 조리읍                                | 조리읍                                |                                       |                                       |
|                                       | 전나무길                              | 파주시                                | 파주시                                | 조리읍                                | 조리읍                                | 교차로 이름 없음                      |                                       |
|                                       | 삼릉로                                | 파주시                                | 파주시                                | 조리읍                                | 조리읍                                | 교차로 이름 없음                      |                                       |
|                                       | 삼태기말길                            | 파주시                                | 파주시                                | 조리읍                                | 조리읍                                | 교차로 이름 없음                      |                                       |
| 팔봉1교 (팔봉천)                      |                                       | 파주시                                | 파주시                                | 조리읍                                | 조리읍                                |                                       |                                       |
|                                       | 솔바위골길                            | 파주시                                | 파주시                                | 조리읍                                | 조리읍                                | 교차로 이름 없음                      |                                       |
| 봉일천입구                            | 봉천로                                | 파주시                                | 파주시                                | 조리읍                                | 조리읍                                |                                       |                                       |
| 봉일천입구                            | 소곡로                                | 파주시                                | 파주시                                | 조리읍                                | 조리읍                                |                                       |                                       |
| 봉일천입구                            | 순비골길                              | 파주시                                | 파주시                                | 조리읍                                | 조리읍                                |                                       |                                       |
|                                       | 고봉로                                | 파주시                                | 파주시                                | 조리읍                                | 조리읍                                | 교차로 이름 없음                      |                                       |
| 두루봉로                              |                                       | 파주시                                | 파주시                                | 조리읍                                | 조리읍                                | 교차로 이름 없음                      |                                       |
|                                       | 내산길                                | 파주시                                | 파주시                                | 조리읍                                | 조리읍                                | 교차로 이름 없음                      |                                       |
| 송비말길                              |                                       | 파주시                                | 파주시                                | 조리읍                                | 조리읍                                | 교차로 이름 없음                      |                                       |
| 봉일천사거리                          | 대원로                                | 파주시                                | 파주시                                | 조리읍                                | 조리읍                                |                                       |                                       |
| 봉일천사거리                          | 중앙로                                | 파주시                                | 파주시                                | 조리읍                                | 조리읍                                |                                       |                                       |
|                                       | 뇌조로                                | 파주시                                | 파주시                                | 조리읍                                | 조리읍                                | 교차로 이름 없음                      |                                       |
| 등원교 (고산천)                       |                                       | 파주시                                | 파주시                                | 조리읍                                | 조리읍                                |                                       |                                       |
| 등원교차로                            | 파주로                                | 파주시                                | 파주시                                | 조리읍                                | 조리읍                                |                                       |                                       |
| PX마을앞                              | 학령로                                | 파주시                                | 파주시                                | 금촌1동                               | 금촌1동                               |                                       |                                       |
|                                       | 앞골길                                | 파주시                                | 파주시                                | 금촌1동                               | 금촌1동                               | 교차로 이름 없음                      |                                       |
| 통일로576번길                         |                                       | 파주시                                | 파주시                                | 금촌1동                               | 금촌1동                               | 교차로 이름 없음                      |                                       |
|                                       | 통일로600번길                         | 파주시                                | 파주시                                | 금촌1동                               | 금촌1동                               | 교차로 이름 없음                      |                                       |
|                                       | 통일로620번길                         | 파주시                                | 파주시                                | 금촌1동                               | 금촌1동                               | 교차로 이름 없음                      |                                       |
|                                       | 통일로642번길                         | 파주시                                | 파주시                                | 금촌1동                               | 금촌1동                               | 교차로 이름 없음                      |                                       |
| 통일로644번길                         | 월롱면                                | 월롱면                                | 파주시                                |                                       |                                       | 교차로 이름 없음                      |                                       |
| 금촌신사거리                          | 월롱면                                | 월롱면                                | 파주시                                | 새꽃로                                |                                       |                                       |                                       |
| 금촌신사거리                          | 월롱면                                | 월롱면                                | 파주시                                | 통일로690번길                         |                                       |                                       |                                       |
|                                       | 월롱면                                | 월롱면                                | 파주시                                | 아동로                                | 교차로 이름 없음                      |                                       |                                       |
| 영태삼거리                            | 월롱면                                | 월롱면                                | 파주시                                | 황소바위길                            |                                       |                                       |                                       |
|                                       | 월롱면                                | 월롱면                                | 파주시                                | 쉰우물길                              | 교차로 이름 없음                      |                                       |                                       |
|                                       | 월롱면                                | 월롱면                                | 파주시                                | 한태말길                              | 교차로 이름 없음                      |                                       |                                       |
|                                       | 월롱면                                | 월롱면                                | 파주시                                | 공수물길                              | 교차로 이름 없음                      |                                       |                                       |
| 영태길                                | 월롱면                                | 월롱면                                | 파주시                                |                                       | 교차로 이름 없음                      |                                       |                                       |
|                                       | 월롱면                                | 월롱면                                | 파주시                                | 한태말길                              | 교차로 이름 없음                      |                                       |                                       |
|                                       | 월롱면                                | 월롱면                                | 파주시                                | 누현길                                | 교차로 이름 없음                      |                                       |                                       |
|                                       | 월롱면                                | 월롱면                                | 파주시                                | 누현길                                | 교차로 이름 없음                      |                                       |                                       |
| 월롱삼거리                            | 월롱면                                | 월롱면                                | 파주시                                | 휴암로                                |                                       |                                       |                                       |
| 월롱교차로                            | 월롱면                                | 월롱면                                | 파주시                                | 도감로                                |                                       |                                       |                                       |
| 월롱교차로                            | 월롱면                                | 월롱면                                | 파주시                                | 엘지로                                |                                       |                                       |                                       |
| 월롱교 (문산천)                       | 월롱면                                | 월롱면                                | 파주시                                |                                       |                                       |                                       |                                       |
| 파주읍                                |                                       |                                       | 파주시                                |                                       |                                       |                                       |                                       |
|                                       | 광탄천로                              | 교차로 이름 없음                      | 파주시                                |                                       |                                       |                                       |                                       |
| 봉암교차로                            | 금월로                                |                                       | 파주시                                |                                       |                                       |                                       |                                       |
| 봉암교 (갈곡천)                       |                                       |                                       | 파주시                                |                                       |                                       |                                       |                                       |
| 연풍육교 (경의선)                     |                                       | 육교                                  | 파주시                                |                                       |                                       |                                       |                                       |
| 주라위삼거리                          | 술이홀로                              |                                       | 파주시                                |                                       |                                       |                                       |                                       |
|                                       | 통일로1250번길                        | 교차로 이름 없음                      | 파주시                                |                                       |                                       |                                       |                                       |
|                                       | 샛봉우재길                            | 교차로 이름 없음                      | 파주시                                |                                       |                                       |                                       |                                       |
|                                       | 봉암길                                | 교차로 이름 없음                      | 파주시                                |                                       |                                       |                                       |                                       |
|                                       | 새봉암길                              | 교차로 이름 없음                      | 파주시                                |                                       |                                       |                                       |                                       |
|                                       | 새봉암길                              | 교차로 이름 없음                      | 파주시                                |                                       |                                       |                                       |                                       |
|                                       | 화약골길                              | 교차로 이름 없음                      | 파주시                                |                                       |                                       |                                       |                                       |
|                                       | 검은돌길                              | 교차로 이름 없음                      | 파주시                                |                                       |                                       |                                       |                                       |
|                                       | 봉서산로                              | 교차로 이름 없음                      | 파주시                                |                                       |                                       |                                       |                                       |
| 통일공원앞                            | 문산역로                              |                                       | 파주시                                |                                       |                                       |                                       |                                       |
| 통일공원앞                            | 충현로                                |                                       | 파주시                                |                                       |                                       |                                       |                                       |
| 문산교 (동문천)                       |                                       |                                       | 파주시                                |                                       |                                       |                                       |                                       |
| 문산읍                                |                                       |                                       | 파주시                                |                                       |                                       |                                       |                                       |
| 문산사거리                            | 문산역로                              |                                       | 파주시                                |                                       |                                       |                                       |                                       |
| 문산사거리                            | 우계로                                |                                       | 파주시                                |                                       |                                       |                                       |                                       |
|                                       | 문향로                                | 교차로 이름 없음                      | 파주시                                |                                       |                                       |                                       |                                       |
|                                       | 방촌로                                | 교차로 이름 없음                      | 파주시                                |                                       |                                       |                                       |                                       |
| 여우고개사거리                        | 율곡로                                |                                       | 파주시                                |                                       |                                       |                                       |                                       |
|                                       | 통일로1920번길                        | 교차로 이름 없음                      | 파주시                                |                                       |                                       |                                       |                                       |
|                                       | 널다리길                              | 교차로 이름 없음                      | 파주시                                |                                       |                                       |                                       |                                       |
|                                       | 충의로                                | 교차로 이름 없음                      | 파주시                                |                                       |                                       |                                       |                                       |
|                                       | 통일로2010번길                        | 교차로 이름 없음                      | 파주시                                |                                       |                                       |                                       |                                       |
|                                       | 통일로2033번길                        | 교차로 이름 없음                      | 파주시                                |                                       |                                       |                                       |                                       |
| 마정리입구                            | 마정로                                |                                       | 파주시                                |                                       |                                       |                                       |                                       |
| 마정리입구                            | 충의로47번길                          |                                       | 파주시                                |                                       |                                       |                                       |                                       |
|                                       | 사목로                                | 교차로 이름 없음                      | 파주시                                |                                       |                                       |                                       |                                       |
| 마정교차로                            | 임진각로                              |                                       | 파주시                                |                                       |                                       |                                       |                                       |
| 마정교차로                            | 말우물길                              |                                       | 파주시                                |                                       |                                       |                                       |                                       |
|                                       | 마정로                                | 교차로 이름 없음                      | 파주시                                |                                       |                                       |                                       |                                       |
| 자유IC                                | 자유로                                | 통일육교                              | 파주시                                |                                       |                                       |                                       |                                       |
| 통일대교 (임진강)                     |                                       |                                       | 파주시                                |                                       |                                       |                                       |                                       |
| 군내면                                |                                       |                                       | 파주시                                |                                       |                                       |                                       |                                       |
| 통일촌사거리                          | 적십자로                              |                                       | 파주시                                |                                       |                                       |                                       |                                       |
| 통일촌사거리                          | 통일촌길                              |                                       | 파주시                                |                                       |                                       |                                       |                                       |
|                                       | 희망로                                | 교차로 이름 없음                      | 파주시                                |                                       |                                       |                                       |                                       |
|                                       | 구암로                                | 교차로 이름 없음                      | 파주시                                |                                       |                                       |                                       |                                       |
|                                       |                                       | 진서면                                | 진서면                                | 해당 구간 주요 교차로 없음            |                                       |                                       |                                       |
| 군내면                                |                                       |                                       | 파주시                                | 해당 구간 주요 교차로 없음            |                                       |                                       |                                       |
| 진서면                                |                                       |                                       | 파주시                                | 해당 구간 주요 교차로 없음            |                                       |                                       |                                       |
| 막다른길 (판문점)                     |                                       |                                       |                                       |                                       |                                       |                                       |                                       |

## 주요 건물 및 시설
- 서울역전우체국 (서울특별시 중구 통일로 21)
- 경찰청, 경찰청우체국 (서울특별시 서대문구 통일로 97)
- 서울서대문경찰서, 미근119안전센터 (서울특별시 서대문구 통일로 113)
- 서대문역 (서울특별시 종로구 통일로 지하126)
- 서울충정로우체국 (서울특별시 서대문구 통일로 127)
- 서울금화초등학교 (서울특별시 서대문구 통일로 165)
- 독립문역 (서울특별시 서대문구 통일로 지하247)
- 서대문 독립공원 (서울특별시 서대문구 통일로 251)
- 서대문구의회 (서울특별시 서대문구 통일로 279-22)
- 한성과학고등학교 (서울특별시 서대문구 통일로 279-79)
- 서울안산초등학교 (서울특별시 서대문구 통일로 321)
- 무악재역 (서울특별시 서대문구 통일로 지하361)
- 서울홍제동우체국 (서울특별시 서대문구 통일로 419)
- 홍제1동주민센터 (서울특별시 서대문구 통일로 435-1)
- 홍제역 (서울특별시 서대문구 통일로 지하440-1)
- 홍제파출소 (서울특별시 서대문구 통일로 441-1)
- 녹번역 (서울특별시 은평구 통일로 지하602-1)
- 한국전력공사 서대문은평지사 (서울특별시 은평구 통일로 659)
- 서울특별시 사회적경제지원센터, 서울시청년허브 (서울특별시 은평구 통일로 684)
- 불광역 (서울특별시 은평구 통일로 지하723-1)
- 대조파출소 (서울특별시 은평구 통일로 737)
- 국민연금공단 은평지사 (서울특별시 은평구 통일로 742)
- 동명여자고등학교 (서울특별시 은평구 통일로 793)
- 연신내역 (서울특별시 은평구 통일로 지하849)
- 불광2치안센터 (서울특별시 은평구 통일로 914)
- 신도고등학교 (서울특별시 은평구 통일로 961)
- 은평소방서 (서울특별시 은평구 통일로 962)
- 진관공영차고지 (서울특별시 은평구 통일로 1190)
- 삼송테크노밸리 (경기도 고양시 덕양구 통일로 140)
- 서울시립승화원 (경기도 고양시 덕양구 통일로 504)
- 벽제우체국 (경기도 고양시 덕양구 통일로 760)
- 벽제농협 (경기도 고양시 덕양구 통일로 775)
- 관산파출소 (경기도 고양시 덕양구 통일로 782)
- 관산동 행정복지센터 (경기도 고양시 덕양구 통일로 789)
- 관산119안전센터 (경기도 고양시 덕양구 통일로 791)
- 고양외국어고등학교, 고양제일중학교 (경기도 고양시 덕양구 통일로 820)
- 내유초등학교 (경기도 고양시 덕양구 통일로 1132)
- 봉일천초등학교 (경기도 파주시 조리읍 통일로 333)
- 등원2리마을회관 (경기도 파주시 조리읍 통일로 480)
- 월롱역 (경기도 파주시 월롱면 통일로 980)
- 월롱농협 (경기도 파주시 월롱면 통일로 983)
- 파주소방서 (경기도 파주시 파주읍 통일로 1564)
- 문산읍 행정복지센터 (경기도 파주시 문산읍 통일로 1680)

## 중앙버스전용차로
- 이곳에 중앙버스전용차로가 2010년과  2011년에 구간별로 단계적으로 개통되었다.
- 2024년 5월 20일 경기도 고양시 덕양구 신원동 장들생태다리에서 서울시계에 이르는 2.3km 구간이 개통예정이다.[6]

## 부속도로
- ●: 전 구간 해당
- ▲: 일부 구간 해당
- ✖: 해당 없음

| 도로명          | 기점           | 종점            | 총연장 (m) | 차량 통행 가능 | 일방통행 | 소재지     | 소재지   | 소재지   | 소재지    |
| --------------- | -------------- | --------------- | ---------- | -------------- | -------- | ---------- | -------- | -------- | --------- |
| 통일로2길       | 순화동 107-2   | 서소문동 58-46  | 257        | ●              | ✖        | 서울특별시 | 중구     | 중구     | 소공동    |
| 통일로4길       | 의주로1가 44-2 | 충정로1가 85    | 385        | ●              | ✖        | 서울특별시 | 중구     | 중구     | 소공동    |
| 통일로8길       | 교남동 55-3    | 송월동 1-94     | 238        | ●              | ✖        | 서울특별시 | 종로구   | 종로구   | 교남동    |
| 통일로9길       | 냉천동 237     | 냉천동 148-18   | 102        | ●              | ✖        | 서울특별시 | 서대문구 | 서대문구 | 천연동    |
| 통일로9안길     | 냉천동 159-2   | 충정로2가 29-2  | 217        | ▲              | ✖        | 서울특별시 | 서대문구 | 서대문구 | 천연동    |
| 통일로9안길     | 냉천동 159-2   | 충정로2가 29-2  | 217        | ▲              | ✖        | 서울특별시 | 서대문구 | 서대문구 | 충현동    |
| 통일로11길      | 천연동 1       | 천연동 48-9     | 152        | ✖              | ✖        | 서울특별시 | 서대문구 | 서대문구 | 천연동    |
| 통일로12길      | 교북동 3-1     | 행촌동 210-1127 | 642        | ●              | ✖        | 서울특별시 | 종로구   | 종로구   | 교남동    |
| 통일로12길      | 교북동 3-1     | 행촌동 210-1127 | 642        | ●              | ✖        | 서울특별시 | 종로구   | 종로구   | 무악동    |
| 통일로12가길    | 교북동 1-8     | 무악동 83-1     | 206        | ✖              | ✖        | 서울특별시 | 종로구   | 종로구   |           |
| 통일로14길      | 무악동 41-6    | 무악동 60-5     | 217        | ●              | ▲        | 서울특별시 | 종로구   | 종로구   |           |
| 통일로16길      | 무악동 23-1    | 무악동 60-5     | 180        | ●              | ✖        | 서울특별시 | 종로구   | 종로구   |           |
| 통일로17길      | 현저동 1-150   | 현저동 1-330    | 311        | ●              | ✖        | 서울특별시 | 서대문구 | 서대문구 | 천연동    |
| 통일로18길      | 무악동 1-1     | 무악동 46-215   | 958        | ●              | ✖        | 서울특별시 | 종로구   | 종로구   | 무악동    |
| 통일로18가길    | 무악동 60-5    | 무악동 48-2     | 500        | ▲              | ✖        | 서울특별시 | 종로구   | 종로구   | 무악동    |
| 통일로18나길    | 무악동 81-5    | 무악동 85       | 238        | ▲              | ✖        | 서울특별시 | 종로구   | 종로구   | 무악동    |
| 통일로19길      | 홍제동 52-2    | 홍제동 461-5    | 301        | ●              | ✖        | 서울특별시 | 서대문구 | 서대문구 | 홍제제1동 |
| 통일로20길      | 홍제동 산18-4  | 홍제동 40-266   | 281        | ▲              | ✖        | 서울특별시 | 서대문구 | 서대문구 | 홍제제2동 |
| 통일로21길      | 홍제동 57      | 홍제동 44-506   | 245        | ●              | ✖        | 서울특별시 | 서대문구 | 서대문구 | 홍제제1동 |
| 통일로23길      | 홍제동 57-5    | 홍제동 64-16    | 287        | ●              | ✖        | 서울특별시 | 서대문구 | 서대문구 | 홍제제1동 |
| 통일로25길      | 홍제동 25-13   | 홍제동 82       | 163        | ●              | ✖        | 서울특별시 | 서대문구 | 서대문구 | 홍제제1동 |
| 통일로26길      | 홍제동 20-27   | 홍제동 38-69    | 222        | ●              | ✖        | 서울특별시 | 서대문구 | 서대문구 | 홍제제2동 |
| 통일로27길      | 홍제동 90-67   | 홍제동 85-1     | 132        | ▲              | ✖        | 서울특별시 | 서대문구 | 서대문구 | 홍제제1동 |
| 통일로28길      | 홍제동 102-3   | 홍제동 460      | 266        | ●              | ✖        | 서울특별시 | 서대문구 | 서대문구 | 홍제제2동 |
| 통일로29길      | 홍제동 91-4    | 홍제동 93-2     | 29         | ✖              | ✖        | 서울특별시 | 서대문구 | 서대문구 | 홍제제1동 |
| 통일로31길      | 홍제동 95-2    | 홍제동 82-83    | 52         | ●              | ✖        | 서울특별시 | 서대문구 | 서대문구 | 홍제제1동 |
| 통일로32길      | 홍제동 103-3   | 홍제동 460      | 252        | ●              | ✖        | 서울특별시 | 서대문구 | 서대문구 | 홍제제2동 |
| 통일로34길      | 홍제동 103-6   | 홍제동 460      | 375        | ●              | ✖        | 서울특별시 | 서대문구 | 서대문구 | 홍제제2동 |
| 통일로35길      | 홍제동 158-31  | 홍제동 315-58   | 361        | ●              | ✖        | 서울특별시 | 서대문구 | 서대문구 | 홍제제1동 |
| 통일로36길      | 홍제동 176-4   | 홍제동 192-62   | 251        | ●              | ✖        | 서울특별시 | 서대문구 | 서대문구 | 홍제제2동 |
| 통일로36가길    | 홍제동 177-2   | 홍제동 372-1    | 143        | ●              | ✖        | 서울특별시 | 서대문구 | 서대문구 | 홍제제2동 |
| 통일로36나길    | 홍제동 178-1   | 홍제동 372-1    | 136        | ✖              | ✖        | 서울특별시 | 서대문구 | 서대문구 | 홍제제2동 |
| 통일로36다길    | 홍제동 195-1   | 홍제동 196-22   | 148        | ✖              | ✖        | 서울특별시 | 서대문구 | 서대문구 | 홍제제2동 |
| 통일로37길      | 홍제동 172-17  | 홍제동 156-461  | 382        | ●              | ✖        | 서울특별시 | 서대문구 | 서대문구 | 홍제제1동 |
| 통일로37가길    | 홍제동 167-27  | 홍제동 167-26   | 184        | ●              | ✖        | 서울특별시 | 서대문구 | 서대문구 | 홍제제1동 |
| 통일로37나길    | 홍제동 315     | 홍제동 449-1    | 357        | ●              | ✖        | 서울특별시 | 서대문구 | 서대문구 | 홍제제1동 |
| 통일로37다길    | 홍제동 313-8   | 홍제동 317-16   | 171        | ▲              | ✖        | 서울특별시 | 서대문구 | 서대문구 | 홍제제1동 |
| 통일로39길      | 홍제동 330-69  | 홍제동 449-1    | 638        | ▲              | ✖        | 서울특별시 | 서대문구 | 서대문구 | 홍제제1동 |
| 통일로39가길    | 홍제동 330-71  | 홍제동 294-46   | 367        | ●              | ✖        | 서울특별시 | 서대문구 | 서대문구 | 홍제제1동 |
| 통일로39나길    | 홍제동 330-102 | 홍제동 331      | 250        | ▲              | ✖        | 서울특별시 | 서대문구 | 서대문구 | 홍제제1동 |
| 통일로39다길    | 홍제동 312-2   | 홍제동 312-78   | 296        | ●              | ✖        | 서울특별시 | 서대문구 | 서대문구 | 홍제제1동 |
| 통일로40길      | 홍제동 299-12  | 홍제동 260-1    | 269        | ●              | ▲        | 서울특별시 | 서대문구 | 서대문구 | 홍제제3동 |
| 통일로40안길    | 홍제동 300-10  | 홍제동 295-33   | 200        | ✖              | ✖        | 서울특별시 | 서대문구 | 서대문구 | 홍제제3동 |
| 통일로42길      | 홍은동 451-32  | 홍은동 445-5    | 350        | ▲              | ✖        | 서울특별시 | 서대문구 | 서대문구 | 홍은제1동 |
| 통일로48길      | 홍은동 438-4   | 홍은동 22       | 680        | ●              | ✖        | 서울특별시 | 서대문구 | 서대문구 | 홍은제1동 |
| 통일로48가길    | 홍은동 439-1   | 홍은동 455      | 514        | ●              | ✖        | 서울특별시 | 서대문구 | 서대문구 | 홍은제1동 |
| 통일로48나길    | 홍은동 435-10  | 홍은동 150-7    | 200        | ▲              | ✖        | 서울특별시 | 서대문구 | 서대문구 | 홍은제1동 |
| 통일로53길      | 녹번동 35-96   | 녹번동 35-36    | 186        | ●              | ✖        | 서울특별시 | 은평구   | 은평구   | 녹번동    |
| 통일로57길      | 녹번동 31-30   | 녹번동 35-48    | 178        | ●              | ✖        | 서울특별시 | 은평구   | 은평구   | 녹번동    |
| 통일로59길      | 녹번동 28-71   | 녹번동 29-48    | 154        | ●              | ✖        | 서울특별시 | 은평구   | 은평구   | 녹번동    |
| 통일로61길      | 녹번동 14-1    | 녹번동 119-2    | 128        | ●              | ✖        | 서울특별시 | 은평구   | 은평구   | 녹번동    |
| 통일로62길      | 녹번동 11-3    | 녹번동 산1-78   | 766        | ●              | ✖        | 서울특별시 | 은평구   | 은평구   | 녹번동    |
| 통일로63길      | 녹번동 117-121 | 녹번동 118-81   | 213        | ●              | ✖        | 서울특별시 | 은평구   | 은평구   | 녹번동    |
| 통일로65길      | 대조동 15-34   | 대조동 15-194   | 266        | ●              | ✖        | 서울특별시 | 은평구   | 은평구   | 대조동    |
| 통일로66길      | 불광동 281-171 | 불광동 281-110  | 146        | ●              | ✖        | 서울특별시 | 은평구   | 은평구   | 불광제1동 |
| 통일로67길      | 대조동 5-17    | 대조동 9-54     | 210        | ●              | ✖        | 서울특별시 | 은평구   | 은평구   | 대조동    |
| 통일로68길      | 불광동 267     | 불광동 244-9    | 377        | ●              | ✖        | 서울특별시 | 은평구   | 은평구   | 불광제1동 |
| 통일로68가길    | 불광동 264-18  | 불광동 245-102  | 386        | ●              | ✖        | 서울특별시 | 은평구   | 은평구   | 불광제1동 |
| 통일로69길      | 대조동 3-82    | 대조동 31-13    | 399        | ●              | ✖        | 서울특별시 | 은평구   | 은평구   | 대조동    |
| 통일로71길      | 대조동 2-52    | 대조동 2-7      | 334        | ●              | ▲        | 서울특별시 | 은평구   | 은평구   | 대조동    |
| 통일로71가길    | 대조동 84-1    | 대조동 88-302   | 327        | ●              | ✖        | 서울특별시 | 은평구   | 은평구   | 대조동    |
| 통일로72길      | 불광동 291-264 | 불광동 298-42   | 363        | ●              | ✖        | 서울특별시 | 은평구   | 은평구   | 불광제1동 |
| 통일로73길      | 대조동 118-1   | 대조동 206-12   | 329        | ●              | ✖        | 서울특별시 | 은평구   | 은평구   | 대조동    |
| 통일로75길      | 대조동 187-41  | 대조동 205-37   | 307        | ▲              | ✖        | 서울특별시 | 은평구   | 은평구   | 대조동    |
| 통일로77길      | 대조동 187-1   | 대조동 203-7    | 281        | ●              | ▲        | 서울특별시 | 은평구   | 은평구   | 대조동    |
| 통일로78길      | 불광동 302-16  | 불광동 344-30   | 443        | ●              | ✖        | 서울특별시 | 은평구   | 은평구   | 불광제1동 |
| 통일로78가길    | 불광동 329     | 불광동 331-136  | 322        | ●              | ✖        | 서울특별시 | 은평구   | 은평구   | 불광제1동 |
| 통일로80길      | 불광동 486-25  | 불광동 310-12   | 278        | ●              | ✖        | 서울특별시 | 은평구   | 은평구   | 불광제2동 |
| 통일로80가길    | 불광동 312-71  | 불광동 377-8    | 188        | ▲              | ✖        | 서울특별시 | 은평구   | 은평구   | 불광제2동 |
| 통일로82길      | 불광동 484-171 | 불광동 484-88   | 484        | ●              | ✖        | 서울특별시 | 은평구   | 은평구   | 불광제2동 |
| 통일로82가길    | 불광동 484-57  | 불광동 377-2    | 340        | ▲              | ✖        | 서울특별시 | 은평구   | 은평구   | 불광제2동 |
| 통일로82나길    | 불광동 484-27  | 불광동 379-27   | 239        | ●              | ✖        | 서울특별시 | 은평구   | 은평구   | 불광제2동 |
| 통일로83길      | 갈현동 395-1   | 갈현동 432-1    | 296        | ●              | ✖        | 서울특별시 | 은평구   | 은평구   | 갈현제1동 |
| 통일로85길      | 갈현동 394-27  | 갈현동 406-30   | 166        | ●              | ▲        | 서울특별시 | 은평구   | 은평구   | 갈현제1동 |
| 통일로87길      | 갈현동 393-1   | 갈현동 425-4    | 236        | ●              | ✖        | 서울특별시 | 은평구   | 은평구   | 갈현제1동 |
| 통일로88길      | 불광동 483-1   | 불광동 389-2    | 372        | ●              | ✖        | 서울특별시 | 은평구   | 은평구   | 불광제2동 |
| 통일로88가길    | 불광동 391-62  | 불광동 391-254  | 154        | ●              | ✖        | 서울특별시 | 은평구   | 은평구   | 불광제2동 |
| 통일로89길      | 갈현동 392-31  | 갈현동 423-14   | 235        | ●              | ✖        | 서울특별시 | 은평구   | 은평구   | 갈현제1동 |
| 통일로90길      | 불광동 491     | 갈현동 480-99   | 287        | ●              | ✖        | 서울특별시 | 은평구   | 은평구   | 불광제2동 |
| 통일로92길      | 불광동 495     | 불광동 445-252  | 443        | ●              | ✖        | 서울특별시 | 은평구   | 은평구   | 불광제2동 |
| 통일로92가길    | 불광동 481-38  | 불광동 445-35   | 326        | ●              | ✖        | 서울특별시 | 은평구   | 은평구   | 불광제2동 |
| 통일로92나길    | 불광동 480-116 | 불광동 400-6    | 363        | ●              | ✖        | 서울특별시 | 은평구   | 은평구   | 불광제2동 |
| 통일로92다길    | 불광동 480-203 | 불광동 442-71   | 190        | ●              | ✖        | 서울특별시 | 은평구   | 은평구   | 불광제2동 |
| 통일로94길      | 불광동 541     | 불광동 479-34   | 344        | ▲              | ✖        | 서울특별시 | 은평구   | 은평구   | 불광제2동 |
| 통일로214번길   | 지축동 786-42  | 지축동 765-209  | 299        | ●              | ✖        | 경기도     | 고양시   | 덕양구   | 삼송1동   |
| 통일로214번안길 | 지축동 766-117 | 삼송동 62-14    | 147        | ●              | ✖        | 경기도     | 고양시   | 덕양구   | 삼송1동   |
| 통일로240번길   | 삼송동 62-130  | 삼송동 62-26    | 279        | ●              | ✖        | 경기도     | 고양시   | 덕양구   | 삼송1동   |
| 통일로396번길   | 신원동 106-48  | 오금동 555      | 1,993      | ▲              | ✖        | 경기도     | 고양시   | 덕양구   | 삼송1동   |
| 통일로396번길   | 신원동 106-48  | 오금동 555      | 1,993      | ▲              | ✖        | 경기도     | 고양시   | 덕양구   | 원신동    |
| 통일로414번길   | 대자동 233-15  | 대자동 278-1    | 1,094      | ●              | ✖        | 경기도     | 고양시   | 덕양구   | 고양동    |
| 통일로493번길   | 대자동 산177-2 | 신원동 288-2    | 890        | ●              | ▲        | 경기도     | 고양시   | 덕양구   | 고양동    |
| 통일로493번길   | 대자동 산177-2 | 신원동 288-2    | 890        | ●              | ▲        | 경기도     | 고양시   | 덕양구   | 원신동    |
| 통일로493번안길 | 신원동 577     | 관산동 291-4    | 3,242      | ●              | ✖        | 경기도     | 고양시   | 덕양구   |           |
| 통일로493번안길 | 신원동 577     | 관산동 291-4    | 3,242      | ●              | ✖        | 경기도     | 고양시   | 덕양구   | 관산동    |
| 통일로512번길   | 대자동 271-2   | 대자동 283-9    | 347        | ▲              | ✖        | 경기도     | 고양시   | 덕양구   | 고양동    |
| 통일로542번길   | 대자동 359-22  | 대자동 375-2    | 503        | ●              | ✖        | 경기도     | 고양시   | 덕양구   | 고양동    |
| 통일로554번길   | 대자동 358-12  | 대자동 390-1    | 578        | ●              | ✖        | 경기도     | 고양시   | 덕양구   | 고양동    |
| 통일로572번길   | 아동동 61-5    | 아동동 4-8      | 305        | ●              | ✖        | 경기도     | 파주시   | 파주시   | 월롱면    |
| 통일로572번길   | 아동동 61-5    | 아동동 4-8      | 305        | ●              | ✖        | 경기도     | 파주시   | 파주시   | 금촌1동   |
| 통일로576번길   | 아동동 87-8    | 아동동 4-8      | 259        | ●              | ✖        | 경기도     | 파주시   | 파주시   |           |
| 통일로600번길   | 아동동 93-1    | 영태리 320-1    | 699        | ▲              | ✖        | 경기도     | 파주시   | 파주시   |           |
| 통일로600번길   | 아동동 93-1    | 영태리 320-1    | 699        | ▲              | ✖        | 경기도     | 파주시   | 파주시   | 월롱면    |
| 통일로620번길   | 아동동 107-5   | 영태리 348      | 668        | ▲              | ✖        | 경기도     | 파주시   | 파주시   |           |
| 통일로620번길   | 아동동 107-5   | 영태리 348      | 668        | ▲              | ✖        | 경기도     | 파주시   | 파주시   | 금촌1동   |
| 통일로636번길   | 영태리 376-4   | 영태리 1036     | 1,063      | ●              | ✖        | 경기도     | 파주시   | 파주시   | 월롱면    |
| 통일로642번길   | 영태리 382-4   | 영태리 388-25   | 958        | ▲              | ✖        | 경기도     | 파주시   | 파주시   | 월롱면    |
| 통일로644번길   | 영태리 382-4   | 영태리 산81-2   | 770        | ▲              | ✖        | 경기도     | 파주시   | 파주시   | 월롱면    |
| 통일로690번길   | 영태리 494-5   | 영태리 210-2    | 859        | ▲              | ✖        | 경기도     | 파주시   | 파주시   | 월롱면    |
| 통일로726번길   | 관산동 163-18  | 관산동 1010     | 713        | ●              | ✖        | 경기도     | 고양시   | 덕양구   | 관산동    |
| 통일로737번길   | 관산동 175-10  | 관산동 358-9    | 1,788      | ●              | ✖        | 경기도     | 고양시   | 덕양구   | 관산동    |
| 통일로742번길   | 관산동 910-50  | 관산동 131-2    | 332        | ●              | ✖        | 경기도     | 고양시   | 덕양구   | 관산동    |
| 통일로754번길   | 관산동 178-77  | 관산동 115-6    | 302        | ●              | ✖        | 경기도     | 고양시   | 덕양구   | 관산동    |
| 통일로759번길   | 관산동 178-42  | 원당동 68-4     | 359        | ▲              | ✖        | 경기도     | 고양시   | 덕양구   | 관산동    |
| 통일로759번길   | 관산동 178-42  | 원당동 68-4     | 359        | ▲              | ✖        | 경기도     | 고양시   | 덕양구   | 원신동    |
| 통일로768번길   | 관산동 188-5   | 관산동 1010     | 424        | ●              | ✖        | 경기도     | 고양시   | 덕양구   | 관산동    |
| 통일로770번길   | 관산동 182-2   | 관산동 910-117  | 385        | ●              | ✖        | 경기도     | 고양시   | 덕양구   | 관산동    |
| 통일로771번길   | 관산동 227-11  | 관산동 193-9    | 260        | ●              | ✖        | 경기도     | 고양시   | 덕양구   | 관산동    |
| 통일로780번길   | 관산동 234-8   | 관산동 929-27   | 323        | ●              | ✖        | 경기도     | 고양시   | 덕양구   | 관산동    |
| 통일로781번길   | 관산동 231-76  | 관산동 207-14   | 259        | ●              | ✖        | 경기도     | 고양시   | 덕양구   | 관산동    |
| 통일로794번길   | 관산동 239-3   | 관산동 338-67   | 128        | ●              | ✖        | 경기도     | 고양시   | 덕양구   | 관산동    |
| 통일로799번길   | 관산동 231-55  | 관산동 910-40   | 253        | ▲              | ✖        | 경기도     | 고양시   | 덕양구   | 관산동    |
| 통일로802번길   | 관산동 336-34  | 관산동 1010     | 457        | ●              | ✖        | 경기도     | 고양시   | 덕양구   | 관산동    |
| 통일로893번길   | 관산동 362-4   | 관산동 682-5    | 2,510      | ●              | ✖        | 경기도     | 고양시   | 덕양구   | 관산동    |
| 통일로940번길   | 관산동 741-1   | 관산동 500-1    | 672        | ●              | ✖        | 경기도     | 고양시   | 덕양구   | 관산동    |
| 통일로966번길   | 관산동 732-1   | 관산동 504-2    | 923        | ●              | ✖        | 경기도     | 고양시   | 덕양구   | 관산동    |
| 통일로1018번길  | 관산동 693-6   | 관산동 557      | 638        | ▲              | ✖        | 경기도     | 고양시   | 덕양구   | 관산동    |
| 통일로1031번길  | 관산동 682-5   | 내유동 397-1    | 2,658      | ●              | ✖        | 경기도     | 고양시   | 덕양구   | 관산동    |
| 통일로1102번길  | 내유동 299-8   | 관산동 665-4    | 513        | ●              | ✖        | 경기도     | 고양시   | 덕양구   | 관산동    |
| 통일로1108번길  | 내유동 291-20  | 내유동 431-52   | 1,019      | ●              | ✖        | 경기도     | 고양시   | 덕양구   | 관산동    |
| 통일로1154번길  | 내유동 425-1   | 내유동 436-4    | 123        | ●              | ✖        | 경기도     | 고양시   | 덕양구   | 관산동    |
| 통일로1170번길  | 내유동 396-6   | 내유동 190-1    | 1,041      | ●              | ✖        | 경기도     | 고양시   | 덕양구   | 관산동    |
| 통일로1214번길  | 내유동 568-1   | 내유동 637-5    | 522        | ▲              | ✖        | 경기도     | 고양시   | 덕양구   | 관산동    |
| 통일로1236번길  | 봉암리 464-1   | 봉암리 505-5    | 297        | ▲              | ✖        | 경기도     | 파주시   | 파주시   | 파주읍    |
| 통일로1250번길  | 봉암리 454-33  | 봉암리 247      | 421        | ▲              | ✖        | 경기도     | 파주시   | 파주시   | 파주읍    |
| 통일로1258번길  | 내유동 545-2   | 내유동 154      | 1,122      | ▲              | ✖        | 경기도     | 고양시   | 덕양구   | 관산동    |
| 통일로1267번길  | 내유동 677-1   | 지영동 993      | 734        | ●              | ✖        | 경기도     | 고양시   | 덕양구   | 관산동    |
| 통일로1267번길  | 내유동 677-1   | 지영동 993      | 734        | ●              | ✖        | 경기도     | 고양시   | 일산동구 | 고봉동    |
| 통일로1290번길  | 내유동 797-3   | 내유동 672-15   | 328        | ●              | ✖        | 경기도     | 고양시   | 덕양구   | 관산동    |
| 통일로1546번길  | 봉서리 455-27  | 봉서리 439      | 959        | ▲              | ✖        | 경기도     | 파주시   | 파주시   | 파주읍    |
| 통일로1552번길  | 봉서리 455-29  | 봉서리 401-15   | 508        | ▲              | ✖        | 경기도     | 파주시   | 파주시   | 파주읍    |
| 통일로1558번길  | 봉서리 457-37  | 봉서리 457-25   | 215        | ●              | ✖        | 경기도     | 파주시   | 파주시   | 파주읍    |
| 통일로1773번길  | 선유리 883-5   | 선유리 산75-15  | 151        | ✖              | ✖        | 경기도     | 파주시   | 파주시   | 문산읍    |
| 통일로1888번길  | 당동리 33-1    | 운천리 19-87    | 481        | ●              | ✖        | 경기도     | 파주시   | 파주시   | 문산읍    |
| 통일로1920번길  | 당동리 327-2   | 운천리 25-1     | 859        | ▲              | ✖        | 경기도     | 파주시   | 파주시   | 문산읍    |
| 통일로2010번길  | 운천리 산26-29 | 운천리 70-62    | 253        | ●              | ✖        | 경기도     | 파주시   | 파주시   | 문산읍    |
| 통일로2018번길  | 운천리 산26-43 | 운천리 70-41    | 196        | ●              | ✖        | 경기도     | 파주시   | 파주시   | 문산읍    |
| 통일로2028번길  | 운천리 56-98   | 운천리 70-62    | 278        | ●              | ✖        | 경기도     | 파주시   | 파주시   | 문산읍    |
| 통일로2033번길  | 운천리 91-11   | 사목리 133-4    | 1,209      | ▲              | ✖        | 경기도     | 파주시   | 파주시   | 문산읍    |

## 같이 보기
- 동일로